# Stay Tuned
Stay Tuned è un album di Chet Atkins del 1985. Il disco vede la partecipazione di numerosi ospiti, tra cui Larry Carlton, George Benson, Mark Knopfler, Steve Lukather, Earl Klugh, Boots Randolph, David Hungate, Dean Parks e Mark O'Connor.
Il brano Cosmic Square Dance, eseguito insieme a Knopfler, vinse il premio Grammy per la miglior interpretazione strumentale country dell'anno.

## Tracce
1. Sunrise (G. Benson - Randy Goodrum) – 4:06
2. Please Stay Tuned (Atkins, Paul Yandell) – 4:01
3. Quiet Eyes (Russell) – 3:33
4. A Mouse in the House (Moss) – 3:52
5. Some Leather and Lace (Atkins, Yandell) – 3:56
6. The Cricket Ballad (Darryl Dybka) – 3:30
7. Cosmic Square Dance (Atkins, Mark Knopfler, Paul Yandell) – 4:14
8. The Boot and the Stone (Dybka) – 3:57
9. Tap Room – 4:08
10. If I Should Lose You (Rainger, Robin) – 1:26

## Musicisti
- Chet Atkins – chitarra
- George Benson – chitarra
- Larry Carlton – chitarra
- Earl Klugh – chitarra
- Mark Knopfler – chitarra
- Steve Lukather – chitarra
- Brent Mason – chitarra
- Dean Parks – chitarra
- Paul Yandell – chitarra
- Mark Hammond – batteria
- Larrie Londin – batteria
- Jeff Porcaro – batteria
- Paulinho Da Costa – percussioni
- Terry McMillan – percussioni
- Darryl Dybka – tastiere
- Randy Goodrum - tastiere
- Clayton Ivey  – tastiere
- Shane Keister – tastiere
- Mark O'Connor – fiddle
- Boots Randolph – sassofono
- David Hungate – basso elettrico
- Don Sheffield – corno
- Jim Horn – corno